# Asellus balcanicus
Asellus (Asellus) balcanicus là một loài chân đều trong họ Asellidae. Loài này được Karaman miêu tả khoa học năm 1952.